# Tiberius Gracchus
Tiberius Sempronius Gracchus (ca. 163 – 133 f.Kr.) var en romersk politiker, der var bedst kendt for sin landbrugsreformlov, der indebar overførsel af jord fra den romerske stat og velhavende jordejere til fattigere borgere. Han havde også tjent i den romerske hær og kæmpede i Afrika under den Tredje Puniske Krig og i Spanien under den Numantinske Krig.
Hans politiske fremtid blev truet under hans kvæstorskab, da han blev tvunget til at forhandle en ydmygende traktat med numantinerne efter, at de havde omringet den hær, som han var en del af i Spanien. I et forsøg på at genopbygge sin fremtid og samtidige som en trodsreaktion mod den formodet tilbagegang i blandt den romerske befolkning – som han gav rige romerske familier skylden for grundet deres opkøb af italiensk jord – fremførte han et lovforslag om en jordreform. Denne reform mødte stor modstand fra en anden tribun under sin periode som plebejertribun i 133 f.Kr. For at vedtage og beskytte sine reformer fik Tiberius – i et hidtil uset træk – den anden tribun, der havde modsagt sig reformen, afsat fra embedet. Derudover forsøgte han at tilegne sig Senatets beføjelser over udenrigspolitik, ligesom han forsøgte at opstille som plebejertribun for andet år i træk. Frygten for Tiberius' popularitet og hans villighed til at bryde politiske normer førte til hans død, sammen med mange tilhængere, i et oprør anstifter af hans fjender.
Hans jordreformer overlevede hans død. Familiens allierede, herunder hans yngre bror Gaius, tog plads i landkommissionen, der blev oprettet ved loven, og fordelte over 3.000 kvadratkilometer jord i løbet af de næste par år. Et årti senere var Gajus også plebejertribun og foreslog i sit år meget mere vidtrækkende reformer, der også førte til hans død. Han og hans bror Gajus er kendt kollektivt som Gracchi-brødrene. Datoen for Tiberius' død markerer den traditionelle start på den Romerske Republiks nedgang og endelige sammenbrud.

## Baggrund
Tiberius Sempronius Gracchus blev født i 163 eller 162 f.Kr. Han var fra fødslen medlem af den Romerske Republiks aristokrati (nobiles).
Hans navnebror, hans far, var en del af en af Roms førende familier. Han tjente som konsul i 177 og 163 f.Kr., og blev valgt til censor i 169 f.Kr. Han havde også fejret to triumfer i løbet af 170'erne: den ene for etablering af en tyveårig fred i Spanien. Hans mor, Cornelia, var datter af den berømte general Scipio Africanus. Hans søster Sempronia var hustru til Scipio Aemilianus, som var en anden vigtig general og politiker. Tiberius blev opdraget af sin mor, som efter den ældste Tiberius' død dedikerede sig til sine børns uddannelse.
Tiberius giftede sig med Claudia, datter af Appius Claudius Pulcher, som var konsul i 143 f.Kr. Appius var en stor modstander af Scipioerne: en familie, som Tiberius var beslægtet med via sin moder. Datoen for ægteskabet er usikker. Det kunne have været relateret til en plan om at forene de to familier. Hans ægteskab med Pulchers datter cementerede imidlertid et venskab mellem generationerne mellem deres to familier.